# 马克·托德
马克·托德，CBE（1956年3月1日—），新西兰男子马术运动员、英国練馬師。
他曾代表新西兰参加1984年、1988年、1992年、2000年、2008年、2012年和2016年夏季奥林匹克运动会马术比赛，获得二枚金牌和三枚铜牌。